# 日和山 (志賀町)
日和山（ひよりやま）は、石川県羽咋郡志賀町福浦港南側の沖崎にある地域の名称である。

## 概要
大澗湾南岸、日本海側に突出した岬を日和山(ひよりやま)と呼び、その周辺の集落は日和山地区と呼ばれている。岬の突端には金刀比羅神社が鎮座するが、古くは「日和社」と称され、明治後期の金毘羅信仰と共に現在の社名へと変遷した。
日和山にある方角石（石造方位盤(せきぞうほういばん)は元々、金刀比羅神社境内にあったが、現在の場所に移動。東面に「弘化4未3月吉日」、東南面に「人吉 船頭告平」と刻まれてあり、弘化4年 (1847) 3月に船頭倍平が海上安全を祈って寄進したものであることが知られる。能登では輪島大屋湊の日和山に現存するほか知られていない。 
岩場や岩礁にはめぐり(繋船孔(けいせんこう))が多く、周辺地域は遊郭の名残ある街並みが見られ、明治期の海運業で栄えた当時の面影が色濃く残る。その他、日本遺産の構成文化財、旧福浦灯台や奉納絵馬群(金刀比羅神社内)などがこの地域に集まっている。